# Lapačko polje
Lapačko polje este o arie protejată (sit de importanță comunitară — SCI) din Croația întinsă pe o suprafață de 2.227,44 ha, integral pe uscat.

## Localizare
Centrul sitului Lapačko polje este situat la coordonatele 44°32′47″N 15°57′17″E / 44.546499°N 15.954768°E.

## Înființare
Situl Lapačko polje a fost declarat sit de importanță comunitară în iulie 2013 pentru a proteja 1 specie de plante și 1 specie de animale.

## Biodiversitate
Situată în ecoregiunea alpină, aria protejată conține 4 habitate naturale: Mlaștini alcaline, Pajiști cu Molinia pe soluri calcaroase, turboase sau argilos-nămoloase (Molinion caeruleae), Lacuri eutrofice naturale cu vegetație de tip Magnopotamion sau Hydrocharition, Pajiști uscate din regiunea submediteraneeană estică (Scorzoneratalia villosae).
La baza desemnării sitului se află mai multe specii protejate:
- plante (1): Scilla litardierei
- nevertebrate (1): fluturele auriu (Euphydryas aurinia)

Pe lângă speciile protejate, pe teritoriul sitului au mai fost identificate 8 specii de plante.